# Ulises Ramos

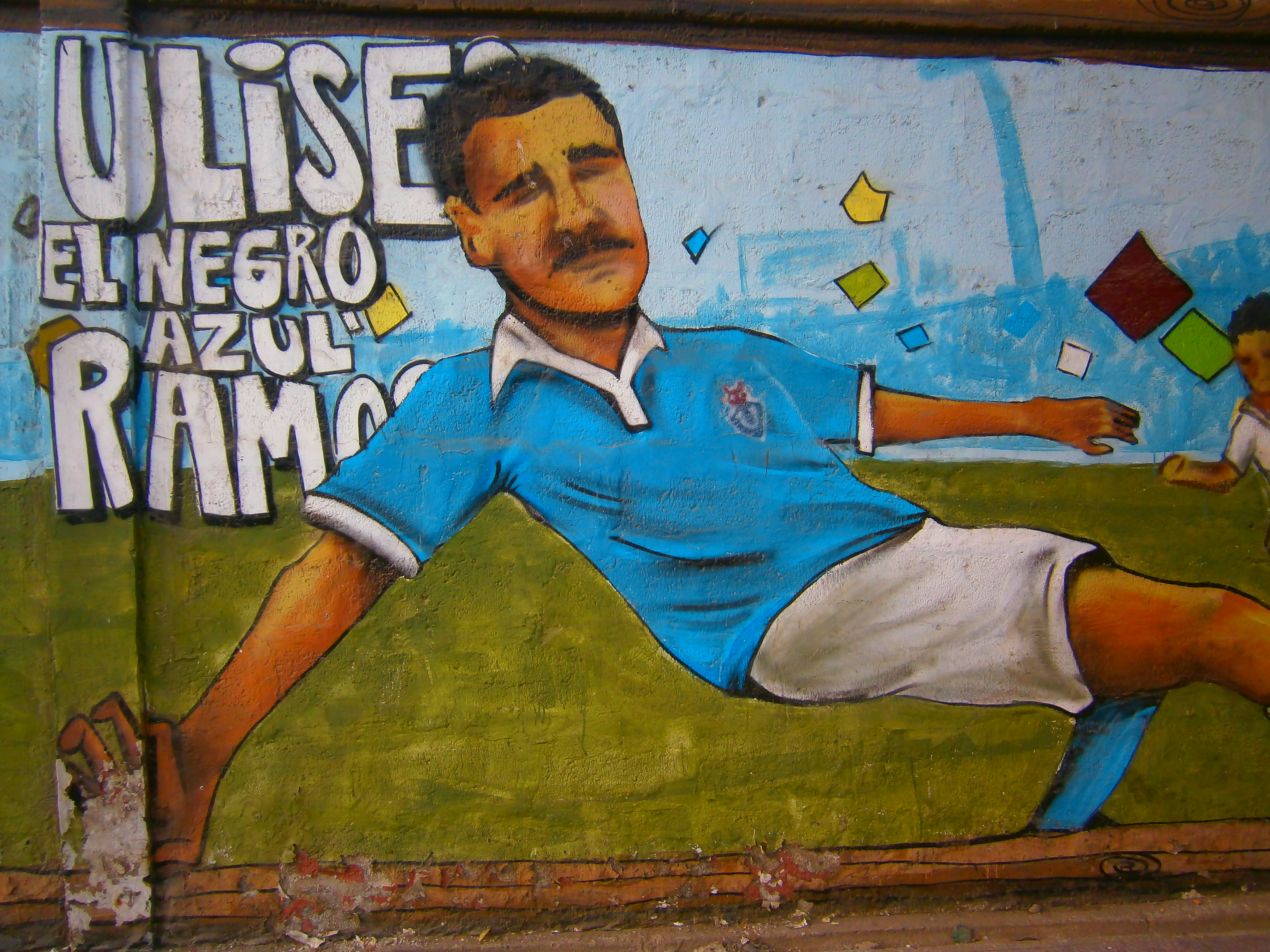
Mural en homenaje a Ulises Ramos, en el Estadio Municipal de Tocopilla.

Ulises Ramos Espínola (Tocopilla, Chile, 4 de noviembre de 1919-Santiago, Chile, 13 de agosto de 2002) fue un futbolista y entrenador chileno. Jugaba de delantero y, hasta el momento, es el único que ha sido campeón de la Primera División de Chile con Universidad de Chile como jugador y como director técnico.

## Trayectoria
En 1929 se trasladó desde su natal Tocopilla a Santiago, con su familia. Sus padres lo inscribieron en la Escuela Errázuriz y luego en el Instituto Nacional. Cursó sus estudios superiores en la Escuela Dental de la Universidad de Chile.
En 1939, con 20 años, jugó su primera temporada en Audax Italiano. En su debut como profesional, se consagró como hábil delantero. Después de jugar trece partidos y marcar tres goles, pasó a reforzar a Universidad de Chile para la temporada 1940, transferencia lograda por la aplicación del Decreto 230 de la Universidad de Chile.
Formó parte del plantel que logró el primer título nacional en la historia de los azules, en el campeonato de 1940, en el que marcó cuatro goles. Permaneció en el conjunto universitario hasta 1951, habiendo jugado un total de 217 partidos y convirtiendo 43 goles en 19.434 minutos.
En 1969 a 1974 asumió como director técnico de Universidad de Chile logrando el último título del Ballet Azul, en el torneo nacional de 1969, habiéndose convertido en el primero en ser campeón como jugador y como entrenador del club. También fue semifinalista de Copa Libertadores en 1970. Siguió entrenando hasta que en 1984, cuando se dio cuenta de que le costaba mucho ver el área contraria, fue diagnosticado con glaucoma. Aunque se operó el ojo derecho, quedó definitivamente ciego. 
Falleció el martes 13 de agosto de 2002.

## Estadísticas

### Clubes

#### Como futbolista
| Audax Italiano · Chile |               |               |     |    |    |    |   |     |     |    |      |     |
| 1ª | 1939          | 13            | 3   | -  | -  | -  | - | 13  | 3   | -  | 0,23 |     |
| Total club | Total club    | 13            | 3   | -  | -  | -  | - | 13  | 3   | -  | 0,23 |     |
| Universidad de Chile · Chile |               |               |     |    |    |    |   |     |     |    |      |     |
| 1ª | 1940          | 13            | 4   | -  | -  | -  | - | 13  | 4   | -  | 0,31 |     |
| 1ª | 1941          | 7             | 1   | -  | 1  | 0  | - | 8   | 1   | -  | 0,13 |     |
| 1ª | 1942          | 18            | 9   | -  | 4  | 0  | - | 22  | 9   | -  | 0,41 |     |
| 1ª | 1943          | 12            | 0   | -  | 3  | 1  | - | 15  | 1   | -  | 0,07 |     |
| 1ª | 1944          | 21            | 5   | -  | 5  | 2  | - | 26  | 7   | -  | 0,27 |     |
| 1ª | 1945          | 16            | 2   | -  | 5  | 0  | - | 21  | 2   | -  | 0,1  |     |
| 1ª | 1946          | 28            | 10  | -  | -  | -  | - | 28  | 10  | -  | 0,36 |     |
| 1ª | 1947          | 13            | 0   | -  | 2  | 0  | - | 15  | 0   | -  | 0    |     |
| 1ª | 1948          | 24            | 1   | -  | -  | -  | - | 24  | 1   | -  | 0,04 |     |
| 1ª | 1949          | 20            | 2   | -  | 0  | 0  | - | 20  | 2   | -  | 0,1  |     |
| 1ª | 1950          | 20            | 2   | -  | 2  | 0  | - | 22  | 2   | -  | 0,1  |     |
| 1ª | 1951          | 14            | 4   | -  | -  | -  | - | 14  | 4   | -  | 0,29 |     |
| Total club | Total club    | 206           | 40  | -  | 22 | 3  | - | 228 | 43  | -  | 0,19 |     |
| Total carrera | Total carrera | Total carrera | 219 | 43 | -  | 22 | 3 | -   | 241 | 46 | -    | 0,2 |
| (1) Incluye datos del Campeonato de Apertura de Chile (1941-1942, 1947 y 1949-1950) y del Campeonato de Campeones de Chile (1943-1945). (2) No incluye goles en partidos amistosos. |               |               |     |    |    |    |   |     |     |    |      |     |

## Palmarés

### Como futbolista

#### Títulos nacionales
| Título                    | Club                 | País  | Año  |
| ------------------------- | -------------------- | ----- | ---- |
| Primera División de Chile | Universidad de Chile | Chile | 1940 |

### Como entrenador

#### Títulos locales
| Título               | Club                 | País  | Año  |
| -------------------- | -------------------- | ----- | ---- |
| Torneo Metropolitano | Universidad de Chile | Chile | 1969 |

#### Títulos nacionales
| Título                    | Club                 | País  | Año  |
| ------------------------- | -------------------- | ----- | ---- |
| Copa Francisco Candelori  | Universidad de Chile | Chile | 1969 |
| Primera División de Chile | Universidad de Chile | Chile | 1969 |

### Distinciones individuales
| Distinción                                                                              | Año  |
| --------------------------------------------------------------------------------------- | ---- |
| Incluido dentro de las 50 mejores figuras históricas de Universidad de Chile por AS.com | 2016 |